# Ján Meličko
Ján Meličko (22. prosince 1846, Martin – 7. září 1926, Martin) byl slovenský pedagog a hudební skladatel. Je pochovaný na Národním hřbitově v Martině.

## Život
Základní školu navštěvoval v Martině, střední v Gemeru a v Banské Bystrici. Od roku 1864 studoval na učitelské přípravce v Nyíregyházu. Ze začátku pracoval jako pomocný učitel, později jako řádný učitel a kantor. V letech 1875-1926 působil v Martině. Od března 1883 vedl Slovenský spevokol v Martině (do roku 1914). Spolu s Karolem Ruppeldtem působil po smrti Jana Kadavého jako redaktor sborníku Slovenské Spevy.

## Dílo
Jako evangelický kantor skládal církevní a příležitostné společenské skladby i vlastenecké písně. S manželkou Oľgou měl celkem deset dětí. Jeho dcera Hana Meličková byla významná slovenská herečka, syn Vladimír Meličko byl sbormistrem a hudebním skladatelem.